# Lauren Jauregui
Lauren Michelle Jauregui Morgado (* 27. června 1996 Miami, Florida) je americká zpěvačka, nejlépe známá jako členka dívčí skupiny Fifth Harmony.
Spolupracovala ale také na písních společně s Marianem Hillem, Halsey, Ty Dolla $ign a Stevem Aoki.

## Životopis
Lauren se narodila 27. června 1996 v Miami na Floridě Michaelu Jauregui a Clare Morgado, kteří jsou původem z Kuby. Její otec je ředitel výrobních závodů a matka učitelka, která přišla do Spojených států, když se Fidel Castro dostal k moci. Má dva mladší sourozence, bratra Christophera a sestru Taylor.
Navštěvovala školu Carrollton School of the Sacred Heart v Miami, kde se věnovala mnoha mimoškolním aktivitám. Byla členkou softbalového týmu a účastnila se talentové show. Jejími vzory jsou Journey, Paramore, Alicia Keys, Christina Aguilera a Lana Del Rey.

### Osobní život
Lauren je politicky otevřená a aktivně se účastní protestů. Od prezidentských voleb v USA v roce 2016 napsala několik otevřených dopisů a kritizovala Donalda Trumpa a jeho politiku, včetně „muslimského zákazu“, a nazvala ho „neúcta k lidstvu.“
Napsala otevřený dopis členům republikánské strany, kterou vydal Billboard 18. listopadu 2016, v němž uvedla, že je bisexuálka.
Trump: „vaše jednání vedly k jednostrannému zničení celého pokroku který jsme společensky vytvořili jako národ“. Je také samozvaná feministka.

## Kariéra

### Začátek kariéry
V roce 2012, když jí bylo 16 let, se přihlásila do pěvecké soutěže X Factor. Její konkurz se konal v Greensboro v Severní Karolíně, kde zazpívala písničku „If Ain't Got You“ od Alicii Keys. Od všech porotců dostala ano a postoupila tak do dalšího kola soutěže. V 1. kole zpívala Lauren písničku „E.T.“ ale neuspěla. Ve druhém kole soutěžila proti dívčí skupině Sisters C s písní „These Arms Of Mine“. Tentokrát opět neuspěla a byla vyřazena. Nakonec byla spolu s Ally Brooke, Camilou Cabello, Normani Hamilton a Dinah Jane Hansen daná dohromady a vytvořily tak skupinu Fifth Harmony.

Fifth Harmony vydaly první debutové album v roce 2013, a to na vinylu pod názvem Better Together. V lednu 2015 vyšlo album Reflection další 7/27 v květnu 2016. Jejich třetí album bylo vytvořeno v srpnu 2017. Jejich první dvě alba vytvořily singly „Worth It“ a „Work from Home“, které se dostaly do top 10 v několika národních playlistech. Skupina také přispěla písničkou k soundtracku animovaného filmu Hotel Transylvania 2 s jejich písní „I'm in Love with a Monster“.

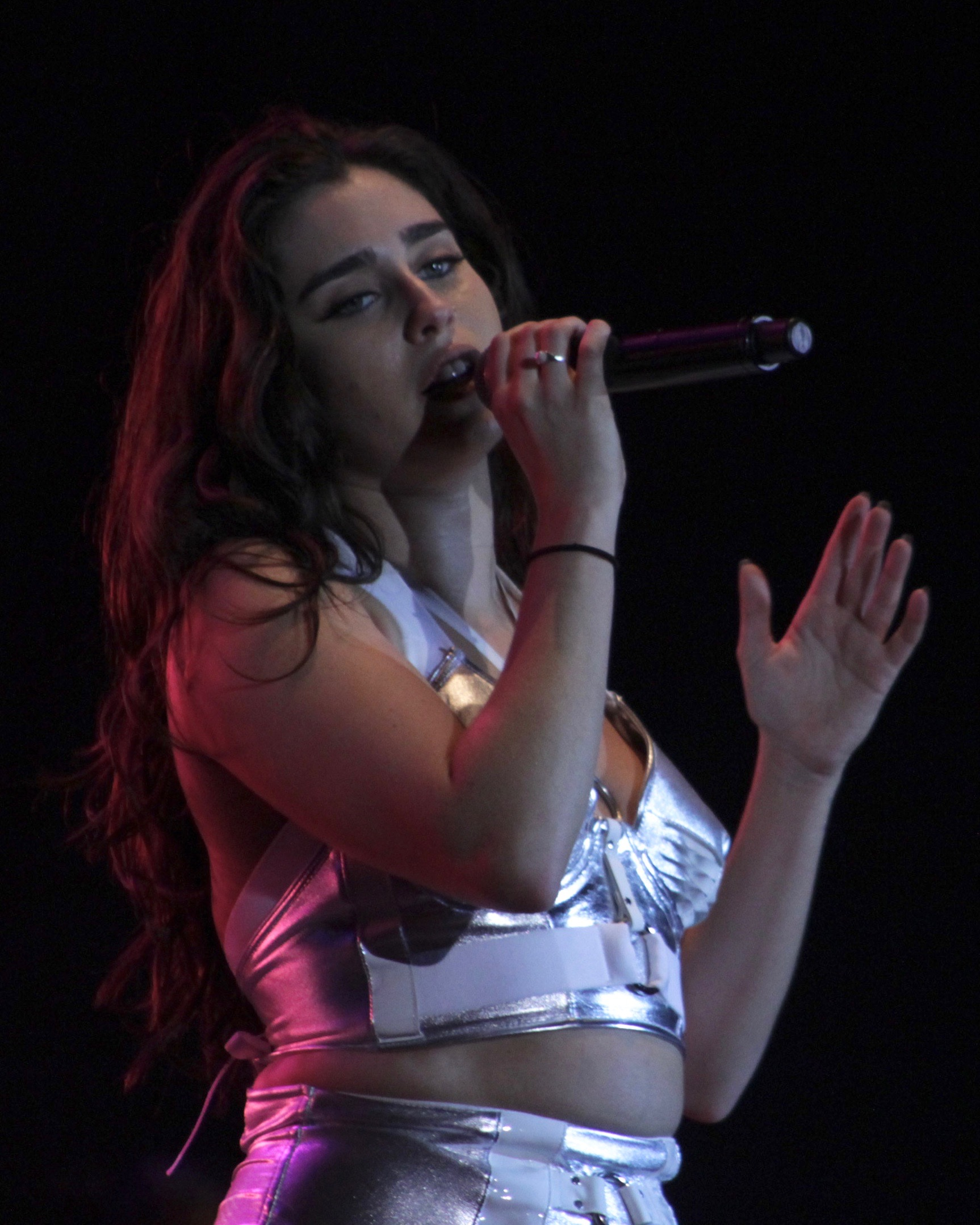
Lauren vystupující v roce 2017

V prosinci 2016 se objevila na jednom titulu „Back to Me“ s Marianem Hillem. Lauren byla zvolena veřejností jako „Celebrita roku“ na britských LGBT Awards za rok 2017. Později nazpívala píseň se zpěvačkou Halsey „Strangers“. Billboard spisovatelství to poznamenalo jako „dlouhý polední bisexuální milník v hlavním proudu hudby.“ Halsey speciálně vybrala Lauren místo toho, aby pracovala s heterosexuálním umělcem: „Líbí se mi, že Lauren a já jsme jen dvě ženy, které mají hlavní popovou přítomnost a dělají láskyplnou píseň pro komunitu LGBTQ.“ S raperem Ty Dolla Sign spolupracovala na písni „In Your Phone“ a se Stevem Aiokim na singlu „All Night“. Lauren byla zvolena jako sexy žena na stránkách Afterellen.com v roce 2016.

### Sólová kariéra
V lednu 2018 se dozvědělo, že přechází z Epic Records do Columbia Records pro svou budoucí sólovou práci.
V květnu 2018 uvedla, že začala pracovat na svém debutovém sólovém albu. Byla předskokanka pro Halsey v rámci světového turné Hopeless Fountain Kingdom World v červnu 2018. Během turné zazpívala tři písně, které v té době nebyly vydané: „Toy“, „Inside“ a „Expectations“. Začátkem října 2018 se zmínila o tom, že skladby, které dosud napsala, obsahují alternativu, 90letý R & B a taneční zvuk. Vydala svůj debutový singl „Expectations“ s hudebním videem, 24. října 2018. V rozhovoru prohlásila, že ačkoli by mohla udělat spolupráci s jinými umělci, nebude mít na debutovém albu spolupráci. Zazpívala dvě skladby, které nebyly v té době zveřejnění „More Than That“ a „Freedom“ v listopadu 2018. Představila Cenu Rising Star, kterou získala Hayley Kiyoko na slavnosti Billboard Women in Music v roce 2018. Svůj druhý sólový singl „More Than That“ vydala 11. ledna 2019. V srpnu potvrdila, že její debutové album bude vydáno v roce 2020. Dále roku 2019 spolupracovala na písni „Let Me Know“ s clear eyes a drew love. V únoru 2020 nazpívala soundtrack k filmu Birds of Prey „Invisible Chains“.
V tomto roce vydala společně s španělským raperem C. Tangana a s hudebním producentem Tainy píseň „Nada“, která je zaměřena na milenecké vztahy. 20. března 2020 vydala píseň „Lento“, kterou produkoval Tainy. 17. dubna vydala píseň „50ft“. Také vystoupila na akcích na pomoc pacientům s koronavirem „Billboard's Live At-Home Concert“ a na „Together at Home“ od Světové zdravotnické organizace a od Global Citizen.
V lednu roku 2021 vydala remix písně „Lento“, na kterém spolupracovala Pabllo Vittar, v březnu se zúčastnila druhé série A Tiny Audience , kde vystupovala s písněmi „Expectations“, „50ft.“ a s coverem „La Tirana“ od La Lupe. 30. dubna vydala píseň „Temporary“, kde popisuje pocity dospívajících dětí i dospělých. V květnu téhož roku hostovala v sérii SHE/HER/THEY s KITTENS . Na začátku července vydala spolu s Femme It Forward píseň „While I'm Alive“, kde poukazuje na důvěru v sebe sama.
Na konci srpna tohoto roku vydala společně s Diane Warren písen „Not Prepared For You“.
5. listopadu 2021 vydala EP Prelude obsahující písně „Colors“ nebo „Scattered“. Koncem listopadu zpívala na svém "mini tour", které se odehrávalo v New Yorku, Chicagu, Miami, LA a San Franciscu, kde vystupovala nejen s novými písněmi z EP Prelude, ale také s písněmi jako „Expectations" nebo „50ft.".